# Borbet Austria
Die Borbet Austria GmbH, früher „Austria Alu-Guß“, ist ein Alufelgenproduzent aus Braunau-Ranshofen in Oberösterreich.
Die Borbet Austria wurde 1983 unter dem Namen Alu-Guß GmbH als 100%ige Tochter der AMAG (Austria Metall AG) gegründet. Am 1. Jänner 1996 wurde die AAG privatisiert und ist jetzt Teil der Borbet Gruppe. Am 1. Jänner 2009 wurde die Firma Austria Alu-Guß umbenannt und heißt jetzt Borbet Austria. Besitzer ist Peter Wilhelm Borbet.
Sie beliefert u. a. Audi, AMG, BMW einschl. Mini, Daimler AG, Rolls-Royce, General Motors, Land Rover, Magna Steyr, Porsche, Škoda, Seat und Volkswagen.